# لیجیانگ
لیجیانگ (به لاتین: Lijiang) یک شهر مرکزی در جمهوری خلق چین است که در یون‌نان واقع شده‌است.

## خصوصیات
لیجیانگ ۲۱٬۲۱۹ کیلومترمربع مساحت و ۱٬۲۴۴٬۷۶۹ نفر جمعیت دارد و ۲٬۴۰۰ متر بالاتر از سطح دریا واقع شده‌است.

## خواهرخوانده
شهر رونوک، ویرجینیا خواهرخواندهٔ لیجیانگ هست.